# HMS Trafalgar (1841)
Pour les autres navires du même nom, voir HMS Trafalgar.
Le HMS Trafalgar est un vaisseau de ligne de la classe Caledonia de la Royal Navy, armé de 120 canons.

## Lancement

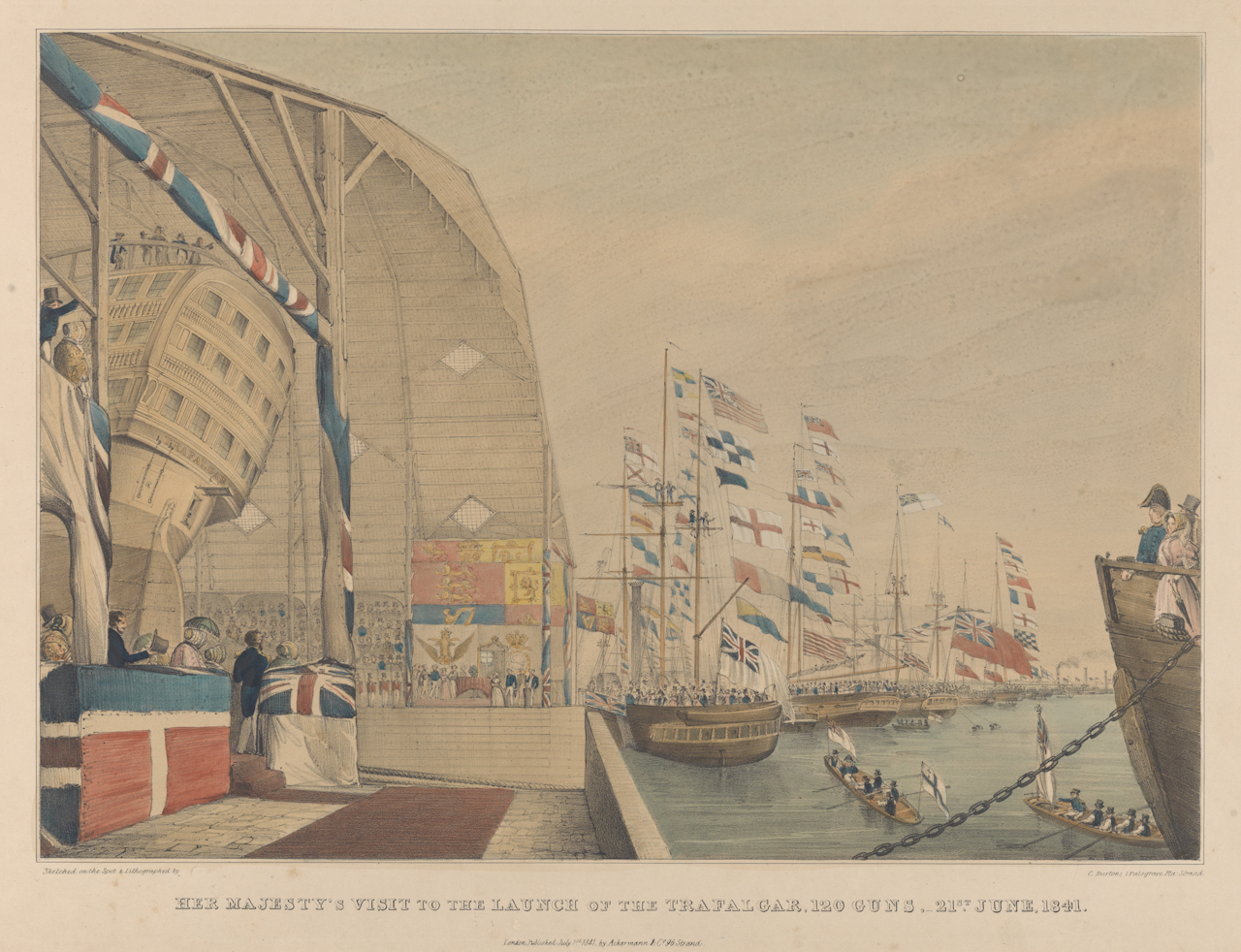
Visite de Sa Majesté au lancement du Trafalgar, 120 canons, 21 juin 1841, gravure colorée à la main, Charles Burton, 1 juillet 1841.

Le HMS Trafalgar était un vaisseau de ligne de premier rang lancé le 21 juin 1841 au Woolwich Dockyard. Il a été nommé par Lady Bridport, nièce de Lord Nelson, à la demande de la reine Victoria, qui a assisté au lancement avec le prince Albert. Le vin du lancement provenait de restes du HMS Victory après sa victoire à la bataille de Trafalgar. Quelque 500 personnes étaient à bord du navire lors de son inauguration parmi lesquelles cent ont participé à la bataille éponyme. Il y avait environ 500 000 personnes assistant à l'événement et la Tamise avait été couverte de bateaux de toutes sortes sur une distance de plusieurs kilomètres. Le Trafalgar complétait à son lancement la classe Caledonia de la Royal Navy. L'œuvre la plus notable de l'artiste William Ranwell (en) a été une représentation de l'inauguration du Trafalgar, peinte en 1842.

## Service actif

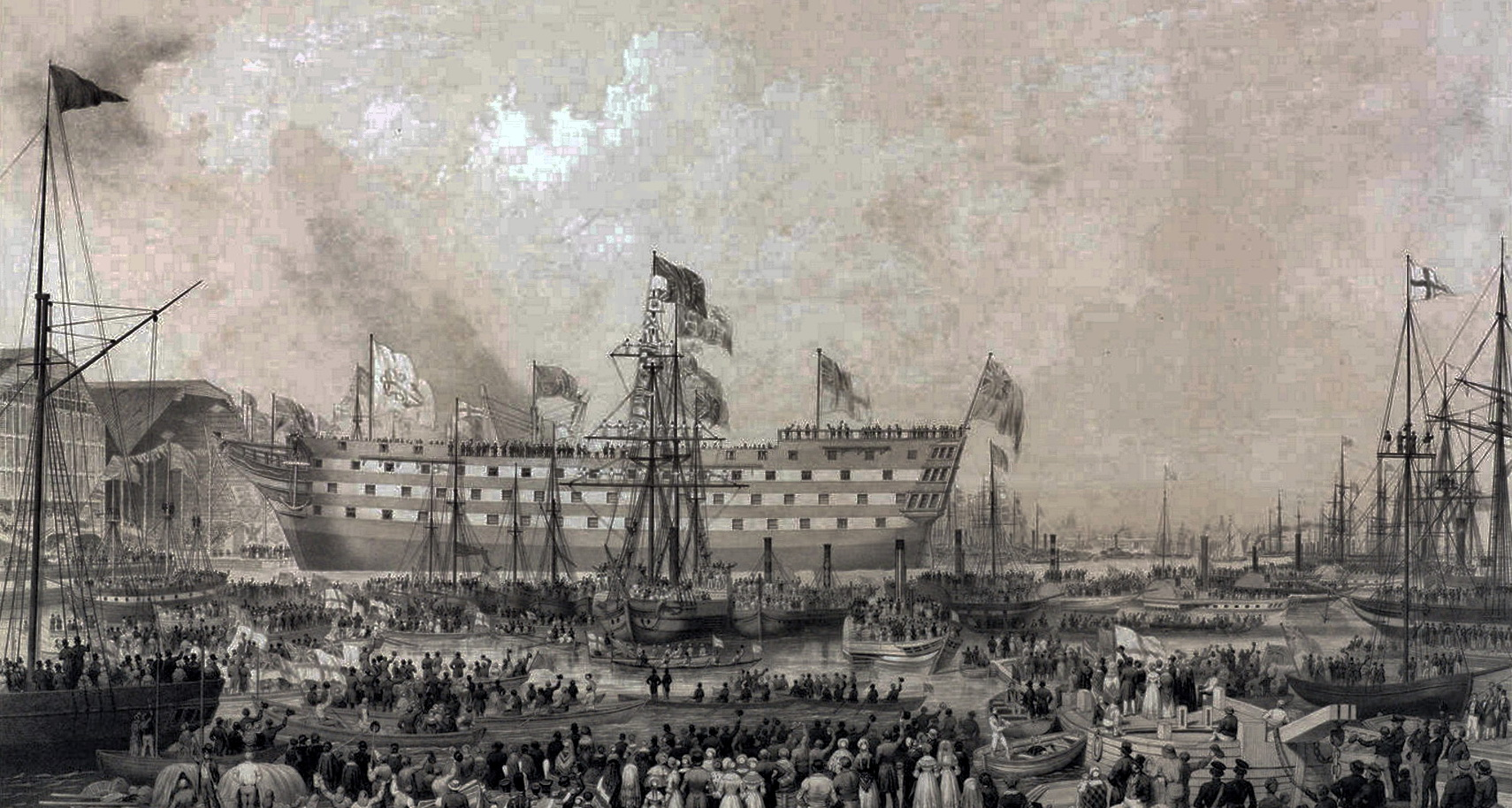
Woolwich Dockyard, lancement du Trafalgar, 1841, lithographie, Day et Haghe, d'après, 1842.

Au cours de son service, en 1859, le Trafalgar a été équipé d'hélices. En 1873, ce dernier est renommé en HMS Boscawen, alors qu'il était en service comme navire d'entraînement à l'Île de Portland. Le 15 avril 1902, Lawrence de Wahl Satow a été nommé commandant du Trafalgar.

## Fin de carrière
Après presque 65 ans de service au sein de la Royal Navy, le Trafalgar est vendu en 1906.